# 나홀로 휴가
"나홀로 휴가"는 2016년에 개봉한 대한민국의 영화이다.

## 캐스팅
- 박혁권 : 강재 역
- 윤주 : 시연 역
- 이준혁 : 영찬 역
- 김수진 : 강재 처 역
- 김한준 : 시연 남편 역
- 권진 : 영선 역
- 이명우 : 이명우 역
- 김영필 : 방용범 역
- 김상규 : 조준영 역
- 박정우 : 이규환 역
- 이성호 : 뻗은놈 역
- 이상욱 : 대리기사 역
- 이정은 : 과거요가학원 역
- 박철민 : 과거요가학원 역
- 임근아 : 과거요가학원 역
- 동효희 : 과거요가학원 역
- 박윤호 : 과거요가학원 역
- 손승연 : 과거요가강사 역
- 명계남 : 동호회장 역
- 이영수 : 사진 동호회원 역
- 성열석 : 사진 동호회원 역
- 김동현 : 사진 동호회원 역
- 이지현 : 사진 동호회원 역
- 이서연 : 배 차장 역
- 이승철 : 이 대리 역
- 이선민 : 최 사원 역
- 김유라 : 임 사원 역
- 차봄 : 서 대리 역
- 신영진 : 동현 엄마  역
- 김보라 : 혜림 역
- 김지안 : 시연 딸 역
- 김창회 : 벤츠 남 역
- 유순철 : 기원주인 역
- 이광기 : 이 부장 역
- 조재현 : 콘도 1 부지배인 역
- 조민주 : 콘도 1 여직원 역
- 이한위 : 콘도 2 / 부지배인 역
- 김예희 : 콘도 2 / 여직원 역
- 김제동 : TV소리 역